# ایستگاه راه‌آهن واتفورد های‌استریت
ایستگاه راه‌آهن واتفورد های‌استریتیک ایستگاه از خط بیکرلو و از خطوط متروی لندن است.که در منطقه واتفورد قرار دارد و در ۱ اکتبر ۱۸۶۲ افتتاح شده‌است.

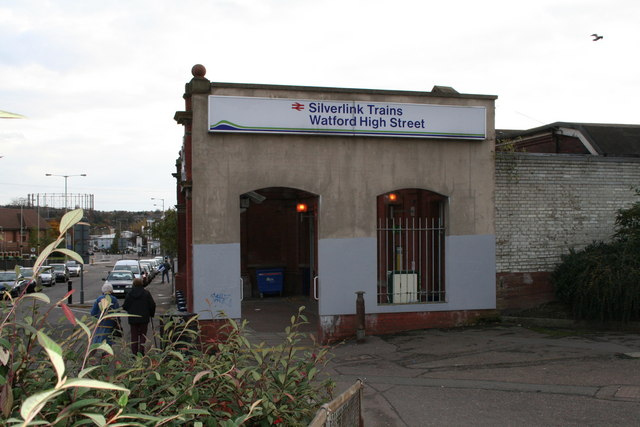

چرینگ
1. 1 2 3 4 5  "Station usage estimates". Rail statistics. Office of Rail Regulation. Please note: Some methodology may vary year on year.